# Genus Dubiosum
Genus Dubiosum, rod kukaca kornjaša iz porodice pipa (Curculionidae) s područja rijeke Fly na Novoj Gvineji. Jedini predstavnik je Genus Dubiosum froggatti.